# 1911

## Події
- 23 травня — в Лондоні розпочалася Перша Імперська конференція
- 17 липня — Перший в Росії автопробіг воєнних вантажівок між Петербургом і Москвою.
- 18 вересня — у Києві пострілом терориста Дмитра Богрова вбито прем'єр-міністра Російської імперії Петра Столипіна.
- 10 жовтня — у Китаї повалено маньчжурську династію Цін, яка правила в країні з 1644 р. Сунь Ят Сена обрано тимчасовим президентом Республіки Китай.
- 20 жовтня — Норвезький полярний дослідник Роальд Амундсен з чотирма товаришами вирушив до Південного полюсу Землі з Китової бухти у східній частині моря Росса

### Аварії й катастрофи
- 11 січня — Російський пароплав «Русь» затонув у Чорному морі під час шторму. Загинуло 172 осіб.
- 2 квітня — Англійський пароплав Кумбуна (Koombuna) розбився на скелях. Загинуло близько 150 осіб.
- 25 вересня — Французький ескадрений броненосець «Ліберте» (Liberte) затонув в Тулоні після вибуху боєзапасу. Загинуло 285 людей.

### Наука
- Ернест Резерфорд провів експерименти з розсіювання альфа-частинок на золотій плівці й запропонував планетарну модель атома.
- Побудовано першу камеру Вільсона
- Гейке Камерлінг-Оннес відкрив надпровідність

## Народились
Дивись також Категорія:Народились 1911
- 27 січня — Іван Гончар, український скульптор, живописець, графік
- 6 лютого — Рональд Вілсон Рейган, американський актор, 40-й президент США (1981-89 рр.)
- 9 березня —  Роберт Олійник, німецький льотчик-ас часів Другої світової війни.
- 13 березня — Лафаєт Рональд Габбард, американський письменник-фантаст, засновник релігійного культу саєнтологія
- 16 березня — Йозеф Менгеле, лікар-садист концентраційного табору Аушвіц
- 26 березня — Теннессі Вільямс, американський письменник, драматург
- 11 квітня — Лео Гланс, нідерландський і суринамський художник.
- 17 квітня — Ерве Базен, французький письменник
- 15 травня — Макс Фріш, швейцарський письменник
- 12 червня — Мілован Джилас, югославський політик
- 17 червня — Віктор Некрасов, письменник
- 24 червня — Хуан Мануель Фанхіо, бразильський автогонщик
- 24 червня — Ернесто Сабато, аргентинський письменник, фізик, художник і правозахисник
- 30 червня — Чеслав Мілош, польський письменник
- 5 липня — Жорж Помпіду, президент Франції (1969–1974)
- 9 липня — Джон Арчибальд Вілер, американський фізик
- 21 липня — Маршалл Маклуен, канадський філософ, філолог та літературний критик.
- 9 серпня — Вільям Фаулер, американський астрофізик
- 12 серпня — Андрій Білецький (пом. 1995), український мовознавець, поліглот
- 17 серпня — Михайло Ботвинник, радянський шахіст, 6-й чемпіон світу.
- 7 вересня — Тодор Живков, керівник комуністичної Болгарії у 1954–1989
- 19 вересня — Вільям Голдінг, англійський письменник
- 21 вересня — Марк Бернес, російський естрадний співак, кіноактор
- 24 вересня — Костянтин Черненко, генеральний секретар ЦК Компартії Радянського Союзу (1984-85 рр.)
- 24 жовтня — Сонні Террі (справжнє ім'я Сондерс Террелл), американський блюзовий музикант (пом. 1986).
- 24 жовтня — Аркадій Райкін, радянський комедійний естрадний актор
- 26 жовтня — Махалія Джексон, видатна негритянська співачка
- 1 листопада — Анрі Труайя, французький письменник
- 11 грудня — Цянь Сюесень, китайський вчений, учасник космічної програми США і основоположник космічної програми Китаю

## Померли
Див. також Категорія:Померли 1911
- 28 червня — Архип Тесленко, український письменник

## Нобелівська премія
- з фізики: Вільгельм Він — «за відкриття в області законів, що керують тепловим випромінюванням»
- з хімії: Марія Кюрі — «за видатні заслуги в розвитку хімії: відкриття елементів радія і полонія, виділення радію і вивчення природи і з'єднань цього чудового елементу»
- з медицини та фізіології: Альвар Гульстранд, «За роботи, присвячені діоптриці ока»
- з літератури: Моріс Метерлінк
- премія миру: Тобіас Ассер «За роботи в області міжнародного арбітражу», та Альфред Герман Фрід «За свою інтернаціональну діяльність»